# Homolulu
Homolulu – Die Geburt eines Vulkans oder die Versuchung eine Utopie konkret zu machen war das erste internationale Homosexuellen-Treffen in Frankfurt am Main. Es fand vom 23. bis 29. Juli 1979 statt und war der politische Initiator für einige weitere schwule und lesbische Projekte.

## Etymologie
Homolulu setzt sich zusammen aus Homoseksualiteit (Niederländisch) bzw. Homosexualität und Honolulu, der hawaiianischen Hauptstadt auf der Insel Oʻahu mit dem berühmten Stadtteil und Strand Waikīkī, der auch als „Metropole der Südsee“ bezeichnet wird und hinter dem sich die erloschenen Vulkane Diamond Head und Punchbowl Crater erheben.
In Amsterdam befand sich in der Kerkstraat 23 von 1975 bis 1997 die schwul-lesbische Diskothek und Cafe Homolulu. Jerry Di Falco aus Philadelphia malte im Jahre 1988 das Werk Political Discussion at the Homo Lulu Cafe in Amsterdam.
Von diesem Lokal, das die Veranstalter nicht persönlich kannten, entlieh man sich den Namen für die Veranstaltung in Frankfurt. Da sie für Männer und Frauen offen sein sollte, nahm man keinen Namen, der von schwul oder ähnlichem abgeleitet war. Außerdem sollte er international, unabhängig von der Sprache, die richtigen Assoziationen hervorrufen. Die Veranstalter assoziierten damit eine autonome palmenbestrandete Insel, die frei vom Zwang ist, sich gegen heterosexuelle Normen abzugrenzen. Und es soll keine flache Insel sein, sondern ein heißer Vulkan, von dessen breitem Gipfel man die Situation besser überschauen kann. Es sollte ein Tanz auf dem Vulkan sein, bei dem man sich mit dem homosexuellen Alltag beschäftigt, gegen die alltägliche Diskriminierung arbeitet und ihn zum Ausbruch bringt, wo er dann den Heterochauvinismus unter sich begraben soll.

### Weitere Namensverwendung
Die Schriftstellerin Ginka Steinwachs betitelt in ihrem 1980 erschienenen literarischen Biografie George Sand, „eine Frau mit Männernamen, die schreibend Welten schaffte und Männer wie Frauen liebte“, das vierte Kapitel mit „Homolulu: Treibhaus de la Paix“. „Der Ortsname ‚Homolulu‘ ruft vielfältige Assoziationen hervor: Das ‚pazifische‘ bzw. ‚pazifistische‘ Reiseparadies Honolulu, die Homosexualität und schließlich Lulu, die ‚Femme Fatale‘ der deutschen Literatur und somit die Symbolfigur des ‚unbezähmbaren Sexualtrieb[s]‘ des Weiblichen.“
Das Café im 1982 eröffneten Bremer Rat und Tat Zentrum für Homosexuelle wurde damals Homolulu genannt.
Vom 3. bis 11. Oktober 1992 fand in Berlin die Veranstaltung Homolulu (II) statt. Vom Verein zur Förderung schwuler Kultur in den Medien wurde zu diesem Anlass auch eine Homolulu Zeitung herausgebracht. Die Veranstaltung war bei weitem nicht so erfolgreich wie Homolulu 1979.
In Nürnberg fanden 2007 an verschiedenen Örtlichkeiten mehrere monatliche Clubbings unter dem Titel Honolulu statt.
Im Osloer Stadtteil Frogner befindet sich die Halbinsel Bygdøy. Dort befindet sich die bei Badenden beliebte Paradisbukta („Paradiesbucht“), der auch bei Lesben und Schwulen beliebt ist. Der nördlich angrenzende eigentlich Gay-Strand wird auch Homolulu genannt.
Der norwegische Regisseur Frank Mosvold drehte im Jahre 2004 die englische, mit Stereotypen spielende, einminütige Kurzfilm-Komödie The Homolulu-Show als Reaktion auf konservative US-amerikanische und norwegische Aussagen zur gleichgeschlechtlichen Ehe. Darin ist der seit Jahren mit Martin (Per Christian Ellefsen) in Homolulu verheiratete Henry (Bjørn Sundquist) entsetzt über die Vorstellung, dass nun auch Heterosexuelle heiraten dürfen.

## Vorgeschichte
1969/1973 wurde zwar der § 175 liberalisiert, gesellschaftliche Diskriminierung und Repressionen bestanden aber weiter. Öffentlichkeitsaktionen von Schwulengruppen wurden immer wieder von städtischen Behörden verboten. Einzelne Schwule, deren Homosexualität nachweisbar war, wurden im öffentlichen Dienst mit Berufsverboten belegt. In Einzelfällen gab es auch zwangspsychiatrische und medizinische ‚Behandlungen’. Man gründete daher die Nationale Arbeitsgruppe gegen Repression gegen Schwule (NARGS). Es war der zweite Versuch, eine bundesweite Vereinigung der Schwulenbewegung herbeizuführen, um politisch an Gewicht zu gewinnen und wirksamer arbeiten zu können. Ziel war es, dass beim 1978 geplanten 3. Internationalen Russell-Tribunal, welches Menschenrechtsverletzungen in der BRD behandeln sollte, Schwule nicht vergessen werden sollten.
Es entwickelte sich im Rahmen der NARGS enge Kontakte unter der Federführung der Homosexuellen Aktion Hamburg und der Initiativgruppe Homosexualität Bielefeld (IHB). Am 21. August 1977 erschien eine Presseerklärung der elf beteiligten Gruppen, in der die Ziele bekannt gegeben wurden. Die gesammelten Materialien über Repressionen sollten einer Vorentscheidungsjury vorgelegt werden, allen Schwulengruppen zur Verfügung stehen und als Broschüre veröffentlicht werden, was im Oktober 1977 unter dem Titel Schwule gegen Unterdrückung und Faschismus und mit Erklärung der gesellschaftlichen Zusammenhänge erfolgte. „Man sah einen engen Zusammenhang zwischen der Unterdrückung der Schwulen, deren Existenz die Zwangsheterosexualität in Frage stelle, zum Beispiel Ehe und Männerherrschaft, und der Unterdrückung der lohnabhängig Arbeitenden, die ständig wachsender Repression in der BRD ausgesetzt seien.“
In der zweiten Sitzungsperiode des Russell-Tribunals vom 3. bis 8. Januar 1979 wurde beispielhaft in zwanzig Minuten das Infotischverbot der Stadt Aachen gegenüber der dortigen Schwulengruppe behandelt. Es wurde als Zensurfall vorgelegt und auch als solcher verurteilt. Die Frage der Schwulenunterdrückung spielte dabei keine größere Rolle, wodurch die Erwartungen so mancher enttäuscht wurden. Positiv empfand man den Prozess der gemeinsamen Vorbereitungszeit und den Erfahrungsgewinn. Einigen war klar geworden, dass die Aktionsformen der Hetero-Linken keinen Platz ließen für die wirkliche Artikulation schwuler Interessen. Immer wieder sollten Schwule ihre spezifischen Probleme zugunsten einer gemeinsamen linken Politik hintanstellen.
Auch andere linke Aktionsgruppen, welche heute als Neue soziale Bewegungen bezeichnet werden, hatten Ende der 1970er Jahre das Gefühl, auf der Stelle zu treten. So veranstaltete man von 27. bis 29. Januar 1978 in Westberlin den Tunix-Kongress, einem Riesenfest mit Musik, Kabarett und Theater die in viele Diskussionsrunden eingebettet waren, wo vieles relevante thematisiert wurde. Dieser Kongress wurde allgemein zum Aufbruch für viele weiterführende Projekte. Darunter waren auch die ersten Christopher-Street-Day-Demonstrationen am 30. Juni 1979, zum zehnten Jahrestag von Stonewall, in Stuttgart, Köln, Westberlin und Bremen.

## Veranstaltung
Der Termin im Sommer 1979 erwies sich als glücklich gewählt: In der Presse herrschte „Saure-Gurken-Zeit“ und deshalb berichtete der SPIEGEL schon 10 Tage vor Beginn über die geplante Veranstaltung. Da auch während der Homolulu-Woche keine dramatischen Ereignisse die deutsche Presse beschäftigten, berichteten nahezu sämtliche überregionalen Medien über das Event und so kam es, dass zum ersten Mal überwiegend sachlich über schwules Leben berichtet wurde. Das bis dahin größte und inhaltsreichste Schwulentreffen der Bundesrepublik in Frankfurt/Main zog tagsüber die Aktivisten in die Arbeitsgruppen im Studentenhaus an der Uni, in der Nacht zum großen Kulturprogramm ins Festzelt am Stadtrand. Für die Dauer des in jeder Beziehung lustvollen Treffens erschien eine schwule Tageszeitung, waren aber auch Reporter vieler Tageszeitungen vor Ort und selbst zahlreiche öffentlich-rechtlicher Rundfunkanstalten berichtet erstmals. Die inhaltlichen Diskussionen zu schwulenpolitischen Themen, z. B. der kurz zuvor gegründeten AG schwuler Lehrer in der GEW Berlin, blieben zwar dem selbst gedruckten täglichen Blatt für die Teilnehmer überlassen. Dennoch veränderte die sachliche, oft sogar sympathisierende Berichterstattung in der gesamten alten Bundesrepublik die allgemeine Wahrnehmung von Schwulen. Deshalb war es danach eher möglich, auch regionale Termine in der Lokalpresse anzukündigen, und es wurde zunehmend über Veranstaltungen berichtet. Dies war ein Wendepunkt, sowohl in der öffentlichen Wahrnehmung als auch in der Selbstwahrnehmung der Schwulen. Dadurch wurde Homolulu zum Finale der politischen Schwulenbewegung der 1970er Jahre.
Eine ganze Woche lang feierten, diskutierten und demonstrierten über zweitausend Besucher beim Frankfurter Festival Homolulu. Höhepunkt war eine bunte Demonstration mit hunderten von schrill verkleideten Schwulen auf der Zeil. Bilder von dieser Veranstaltung schafften es sogar bis in die Tagesschau.
Am Ende wurde von den Demonstranten per Akklamation eine Resolution verabschiedet, welche unter anderem folgende Punkte enthielt:
1. Wir verlangen, dass mit der Benachteiligung der Unverheirateten endgültig Schluss ist.
2. Wir fordern die Gleichstellung im Erb- und Steuerrecht
3. Die Darstellung der Hetero-Sexualität als einziger gesunder und wünschenswerter Form der Sexualität muss endlich ein Ende haben.
4. Wir verlangen Unterstützung für eigenständige Institutionen von Schwulenzentren, schwulen Beratungsstellen und schwulen Gesundheitsorganisationen.
5. Wir fordern das Recht der Schwulen, selbst in den öffentlichen Medien, Rundfunk und Fernsehen, arbeiten zu können. Wir fordern zwei Sitze im Rundfunkrat.
6. Selbstdarstellung der Schwulen im Sexualunterricht muss möglich gemacht werden.
7. Wir verlangen gesetzlichen Schutz vor Diskriminierung in allen Bereichen.
8. Wir fordern Wiedergutmachung an den schwulen KZ-Opfern und völlige Rehabilitierung der Überlebenden.
9. Wir fordern die Streichung des § 175 StGB und aller flankierender Gesetze und Bestimmungen
10. Wir wollen nicht nur in Homolulu, sondern überall frei und offen schwul sein.

## Nachwirkungen
Die Veranstaltung war politischer Zündfunke für mehrere schwule Initiativen in der ganzen Bundesrepublik Deutschland. Die Forderungen des vierten Punktes der Abschlussresolution war sehr ähnlich einer der zentralen Forderung des Films Nicht der Homosexuelle ist pervers …. So entstanden unter anderem folgende Initiativen:
- Auf Homolulu wurde etwa die Idee zu einem Begegnungszentrum und Tagungshaus geboren, welches im Jahr darauf Gestalt annahm und im April 1981 als Waldschlösschen eröffnete.[21]
- Am 9. März 1981 bezog das Berliner Kommunikations- und Beratungszentrum homosexueller Frauen und Männer eine halbe Etage in der Hollmannstraße 19 (später Kulmer Str. 20a).[22]
- Am 3. Dezember 1982 eröffnete das Bremer Rat und Tat Zentrum für Homosexuelle. Die angeschlossene „Klön- und Kaffeestube“ Homolulu (heute Café Kweer) soll Gespräche der Besucher untereinander fördern.[23]
- Auch ein Bamberger nahm an Homolulu teil. Dadurch inspiriert begann er daraufhin, in seiner Heimat eine Schwulengruppe aufzubauen. Am 28. August 1979 fand im Gästezimmer des erzbischöflichen Jugendamtes in der Kleberstraße die Konstituierende Sitzung der Initiative Homosexualität Bamberg (IHBa, heute: Uferlos e.V., Schwule und Lesben in Bamberg) statt.[24]
- 1980 wurde auch die Homosexuelle Selbsthilfe gegründet, um verschiedene Projekte finanziell unterstützen zu können.
- An der Demonstration nahm auch der Comiczeichner Ralf König teil, der sie als Schlüsselerlebnis bezeichnet, da er dort erlebte, dass Homosexualität etwas Gutes und Schönes ist[25] und dort erstmals andere junge Schwule kennenlernte.[26]